# دارين ويست
دارين ويست (بالإنجليزية: Darren West)‏ هو فلاح وسياسي أسترالي، ولد في 19 أبريل 1965 في أستراليا. حزبياً، نشط في حزب العمال الأسترالي. وقد انتخب Member of the Western Australian Legislative Council ‏ عن دائرة Agricultural Region ‏ (22 مايو 2013 – ).